# Jevgenyij Ivanovics Zamjatyin
Jevgenyij Ivanovics Zamjatyin (Евгений Иванович Замятин) (Lebegyija, 1884. január 20./február 1. – Párizs, 1937. március 10.) orosz regényíró, elbeszélő, drámaíró, műfordító, az ellen-, vagy antiutópia műfaji megteremtője Mi című regényével, mely egyúttal az orosz költői prózanyelv egyik XX. századi csúcsa.

## Élete
Apja ortodox pap volt, anyja zenész.
A fiatal Jevgenyij 1902 és 1908 között Szentpétervárott tanult mérnöknek, ott csatlakozott a bolsevikokhoz.
Részt vett az 1905-ös mozgalmakban, amiért száműzték, ám titokban visszatért Pétervárra, majd 1906-ban Finnországba távozott, és ott fejezte be tanulmányait. 1911-ben visszatért Oroszországba, újra száműzték. 1913-ban amnesztiát kapott.
Diploma után 1916-ban Angliában dolgozott.
Az 1917-es Nagy Októberi Szocialista Forradalmat még lelkesedéssel fogadta, lapokat szerkesztett. Később azonban – főleg a bolsevik cenzúra miatt – már keményen bírálta a rendszert.
1920-21-ben írta meg Mi c. utópisztikus regényét, mely a totalitárius államról szól. Első kiadása a szovjet cenzúra miatt csak Angliában jelenhetett meg, 1924-ben; George Orwell 1984-ének modelljéül is szolgált.
Írásai miatt üldözték, csak Makszim Gorkij pártfogása mentette meg a letartóztatástól. 1931-ben Sztálin engedélyezte Zamjatyin külföldre távozását.
Zamjatyin szívroham következtében 1937. március 10-én Párizsban halt meg.

## Művei
- Один (1908)
- Девушка (1911)
- Уездное (1912)
- На куличках (1913)
- Алатырь (1914)
- Студенческий сынок (1914)
- Правда истинная (1914)
- О святом грехе Зеницы-девы (1916)
- Картинки (1916)
- Мученица науки (1916)
- Глаза (1917)
- Островитяне (1917)
- Пещера (1920)
- О блаженном старце Памве Нересте… (1920)
- Ловец человеков (1921)
- Мы (1988); Mi (Budapest, 1990 és 2008)
- Я боюсь (1921)
- Арапы (1922)
- Русь (1923)
- Видение (1924)
- Буриме (1924)
- О чуде, происшедшем в Пепельную Среду… (1924)
- Краткая история литературы от основания и до сего дня (1924)
- Десятиминутная драма (1925)
- Икс (1926)
- Слово предоставляется товарищу Чурыгину (1927)
- Ела (1928)
- Наводнение (1929)
- Мученики науки (1929)
- Эпитафии 1929 года (1929)
- Часы (1934)
- Лев (1935)
- Бич Божий (1935)
- Встреча (1935)
- Kisvárosi élet szatirikus regény
- Szigetlakók regény
- Barlang kisregény

## Magyarul
- Barlang; ford. Makai Imre; in: Kegyetlen szerelem, 1-2. A húszas évek szovjet elbeszélései; Európa, Bp., 1969
- Csurigin elvtársé a szó; ford. Rab Zsuzsa; in: Nagy tüzek. Szovjet-orosz elbeszélések az 1920-as évekből;  Kossuth, Bp., 1987
- Mi; ford. Földeák Iván, utószó Zappe László; Európa, Bp., 1990
- Félek; in: Az orosz irodalom antológiája. A kezdetektől 1940-ig; Nemzeti Tankönyvkiadó, Bp., 2001
- Mamaj; ford. Soproni András; in: Huszadik századi orosz novellák. Orosz dekameron; szerk. M. Nagy Miklós; Noran, Bp., 2006 (Modern dekameron)
- Mi; ford. Földeák Iván; Cartaphilus, Bp., 2008